# Coromoto (Amazonas)
Pour les articles homonymes, voir Coromoto.
Coromoto est une localité de la paroisse civile de Samariapo dans la municipalité d'Autana dans l'État d'Amazonas au Venezuela, sur un court affluent de l'Orénoque.